# کیم جو ریونگ
کیم جو ریونگ (کره‌ای: 김주령؛ انگلیسی: Kim Joo-ryoung؛ زادهٔ ۱۰ سپتامبر ۱۹۷۶) بازیگر اهل کره جنوبی است.